# 타마린드 과육
타마린드 과육(tamarind果肉)은 신맛이 나는 타마린드 풋열매의 과육을 분리해 페이스트 형태로 만든 제품이다.

## 이름
영어권에서 "타마린드 페이스트(tamarind paste)"로 불리는 것은 타마린드 과육을 희석한 타마린드 액일 때가 많다, 실제 페이스트 형태로 유통되는 타마린드 과육은 "타마린드 펄프(tamarind pulp)"로 불리며, 이때 "펄프(pulp)"가 "과육"이라는 뜻이다.
동남아시아에서는 마캄 삐악(태국어: มะขามเปียก→젖은 타마린드), 매 방(베트남어: me vàng) 등으로 불린다.

## 같이 보기
- 타마린드 액